# Niwki (Strzelce Opolskie)
Niwki (deutsch: Niewke) ist eine Ortschaft in Polen in Oberschlesien in der Gemeinde Strzelce Opolskie (Groß Strehlitz) im Powiat Strzelecki in der Woiwodschaft Oppeln.

## Geografie

### Geografische Lage
Niwki liegt neun Kilometer westlich vom Gemeindesitz und der Kreisstadt Strzelce Opolskie und 25 Kilometer südöstlich von der Woiwodschaftshauptstadt Oppeln.

### Nachbarorte
Nachbarorte von Niwki sind im Westen Ligota Dolna (Nieder Ellguth), im Norden Posnowitz (Poznowice), im Osten Kalinowice (Kalinowitz) und im Süden Ligota Górna (Ober Ellguth) und Wyssoka (Wysoka).

## Geschichte
Bei der Volksabstimmung in Oberschlesien am 20. März 1921 stimmten 91 Wahlberechtigte für einen Verbleib bei Deutschland und 25 für Polen. Niewke verblieb beim Deutschen Reich. 1933 lebten im Ort 188 Einwohner. Am 4. Juli 1936 wurde der Ort in Groß Neuland umbenannt. 1939 hatte der Ort 189 Einwohner. Bis 1945 befand sich der Ort im Landkreis Groß Strehlitz.
1945 kam der bisher deutsche Ort unter polnische Verwaltung und wurde in Niwki umbenannt und der Woiwodschaft Schlesien angeschlossen. 1950 kam der Ort zur Woiwodschaft Oppeln. 1999 kam der Ort zum wiedergegründeten Powiat Strzelecki.

## Vereine
- Deutscher Freundschaftskreis